# Mormonens Offer
Mormonens Offer (en español: Una víctima de los mormones) es un thriller mudo danés de 1911 dirigido por August Blom. La película fue controvertida por su representación negativa de los mormones, y su éxito en taquilla se considera el inicio de una década de películas de propaganda antimormona en Estados Unidos. Narra la historia de una joven que es seducida y secuestrada por un misionero mormón, y obligada a acompañarlo a Utah para convertirse en una de sus esposas. La película fue un éxito, en parte gracias a la popularidad de su actor estrella, Valdemar Psilander, y en parte debido a la publicidad generada por las objeciones de La Iglesia de Jesucristo de los Santos de los Últimos Días (Iglesia SUD) y su fallida campaña para prohibir la película.

## Trama
Florence Grange (Clara Pontoppidan), una hermosa joven danesa, está de vacaciones con su padre, su hermano George y su prometido, Leslie, en un lujoso hotel junto al mar en Dinamarca. Una noche, mientras cenan, George les presenta a un joven estadounidense llamado Andrew Larson (Valdemar Psilander). Andrew, que es un sacerdote mormón, se siente rápidamente atraído por Florence y le da una «tarjeta de admisión» para una reunión mormona. Aunque Florence está comprometida con Leslie (Carlo Wieth), él a menudo la descuida para perseguir otros intereses. Florence pasa mucho tiempo con el estadounidense, quien la adoctrina y la convence de ir a Utah con él. En parte por pasión y en parte por un trance hipnótico, Florence huye y se encuentra con Andrew en la estación de tren.
Después de la desaparición de Florence, su padre busca en su habitación y encuentra la nota de Andrew. Leslie y George (Henry Seemann) informan a la policía, y la policía notifica a la patrulla del puerto. Con la ayuda de un amigo mormón, Andrew droga a Florence y luego intercambia su sombrero y abrigo con otra pareja, lo que le permite llevar a Florence a bordo de un barco de vapor con destino a América. La patrulla del puerto detiene a la pareja que vestía la ropa de Florence. Cuando George y Leslie llegan, se descubre el engaño, pero el barco ya ha zarpado. A bordo, Florence cambia de opinión y quiere regresar a casa. Andrew le asegura que volverán. Se envía un telegrama al barco sobre el secuestro, pero Andrew controla al operador del telégrafo antes de que se revele su plan. El barco llega a Estados Unidos y Andrew escapa con Florence a Salt Lake City, donde la encierra en un dormitorio. George y Leslie parten en el siguiente barco hacia América.
Florence se gana la simpatía de la primera esposa de Andrew (Emilie Sannom), pero un intento de liberar a Florence fracasa cuando Andrew lo descubre. Un día, Andrew sale de casa para realizar un bautismo en un templo mormón. George y Leslie, que han llegado a Salt Lake City, siguen a Andrew hasta su casa. Andrew los convence de que Florence está en otra parte de la ciudad. Mientras los dos se van en una búsqueda inútil, Andrew esconde a Florence en un sótano oscuro y húmedo con una entrada secreta. Al darse cuenta de que fueron engañados, Leslie y George irrumpen en la casa de Andrew y buscan desesperadamente a Florence, pero no la encuentran. Andrew sigue alegando su inocencia. Finalmente, Florence descubre el botón oculto que abre la trampilla secreta de su celda. Leslie la libera y le promete que nunca más la descuidará. Andrew saca una pistola e intenta matar a Florence. Leslie se lo impide y, durante la lucha, Andrew se dispara accidentalmente y muere.

## Reparto
El reparto principal está compuesto por:
- Valdemar Psilander como Andrew Larson, el sacerdote mormón. Mormonens Offer fue la tercera película de Psilander, pero gracias a sus destacadas actuaciones anteriores, ya era el actor mejor pagado de Nordisk. Durante los siguientes seis años, Psilander hizo 83 películas y siguió siendo el actor danés mejor pagado hasta 1917, cuando se suicidó a los 32 años.[2]
- Clara Pontoppidan como Florence Grange. Su personaje se llamaba Nina Gram en la versión danesa original. A Pontoppidan se le acredita como Clara Wieth en la película, ya que estaba casada en ese momento con Carlo Wieth (quien interpretó a su prometido).
- Henry Seemann como George Grange, el hermano de Florence. Su personaje se llamaba Olaf Gram en la versión danesa original.
- Carlo Wieth como Leslie Berg, el prometido de Florence. El personaje de Wieth se llamaba Sven Berg en la versión danesa original. En el momento del rodaje, estaba casado con Clara Pontoppidan. Más tarde se divorciaron y él se casó con la actriz Agnes Thorberg, siendo padre del actor Mogens Wieth.
- Carl Schenstrøm como el amigo mormón de Andrew. Schenstrøm más tarde alcanzaría la fama con su socio Harald Madsen como el dúo de comedia de cine mudo Fyrtårnet og Bivognen, precursores de Laurel y Hardy.

Otros miembros del reparto incluyen a: Franz Skondrup como el detective de policía; Emilie Sannom como Nancy, la primera esposa; Otto Lagoni como el amigo mormón de Andrew; Frederik Jacobsen como el padre de Florence; Nicolai Brechling como el operador de telégrafos; Carl Petersen como oficial de policía; Axel Boesen; HC Nielsen; y Doris Langkilde.

## Producción
Mormonens Offer siguió a una serie de películas del estudio Nordisk Film que retrataban a mujeres jóvenes e ingenuas que eran secuestradas, mantenidas cautivas y en peligro de agresión sexual. Los primeros títulos incluyen Den hvide slavinde (1907), Den hvide slavehandel (1910) y Den hvide slavehandels sidste offer (también de 1910).
Nordisk Film afirmó que las películas se hicieron para exponer los peligros sociales de la esclavitud blanca, pero el público disfrutó del melodrama sensacionalista y la explotación de mujeres jóvenes en posiciones comprometedoras. Debido a la popularidad de las primeras películas de «esclavas blancas», Mormonens Offer se convirtió en un proyecto de prestigio para Nordisk. August Blom, el nuevo y talentoso director del estudio (y más tarde jefe de producción), tenía talento para el melodrama y fue elegido para dirigir. La nueva estrella del estudio, Valdemar Psilander, quien a principios de ese año había logrado reconocimiento internacional en Ved Fængslets Port, fue elegido como el villano.
En 1911, Nordisk Film había comenzado a concentrarse en largometrajes y, como tal, Blom usó tres carretes para Mormonens Offer. Con una longitud de 3200 pies (aproximadamente 975 metros), fue una de las películas danesas más largas en ese momento.

## Lanzamiento y recepción
Mormonens Offer se estrenó en el Teatro Panoptikon de Copenhague, Dinamarca, el 2 de octubre de 1911. Una semana después, el 10 de octubre de 1911, se estrenó en Londres. Antes del estreno, Nordisk Film realizó una fuerte campaña publicitaria. Distribuyeron programas sensacionalistas que declaraban: «¡Extraordinaria exposición de una terrible doctrina!» y «Este emocionante y efectivo drama moderno, que revela la despiadada propaganda de los Santos de los Últimos Días, es uno de los grandes éxitos cinematográficos internacionales».

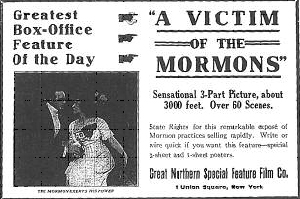
Anuncio sensacionalista que apareció en el periódico comercial estadounidense The Moving Picture World (10 de febrero de 1912).

La publicidad en los periódicos comerciales cinematográficos declaró que la película lograría una venta de entradas récord. Los periódicos comerciales siguieron su ejemplo con titulares sensacionalistas como «Este gran ganador crea una reserva récord» en la revista Bioscope y «No tiene igual como generador de dinero» en la publicación estadounidense Motion Picture News.
La película fue condenada públicamente por los líderes de la Iglesia SUD en Europa y América. La presidencia de la iglesia se quejó ante la Junta Nacional Estadounidense de Censura, exigiendo que se eliminaran todas las referencias al mormonismo en el título y el contenido de la película. Sin embargo, la campaña SUD para censurar la película fracasó. El gobernador de Utah, William Spry, dijo que los cineastas daneses «solo fueron superados en su perversión de la verdad por su absurdo», e intentó prohibir la película en el estado de Utah. Ese esfuerzo también fracasó y la película se proyectó sin alteraciones en los cines de Utah ese año. La película resultó ser un gran éxito internacional, no solo por la eficaz campaña de promoción que enfatizaba el intento de prohibición, sino también por la popularidad de su protagonista, Valdemar Psilander.
Cuando se estrenó Mormonens Offer en los Estados Unidos en febrero de 1912, ya se estaban preparando para su estreno varias otras películas con antagonistas mormones. Los nuevos títulos incluyen Marriage or Death y Mountain Meadows Massacre del estudio francés Pathé Frères, The Mormon de American Film Manufacturing Company y The Danites de Selig Polyscope Company de Chicago. Durante la década siguiente, floreció la producción de películas de propaganda antimormona con villanos mormones retratados de diversas maneras como traficantes de blancas, hipnotizadores y terroristas despiadados.
Solo se han recuperado y conservado aproximadamente treinta minutos de Mormonens Offer del material original de película de 35 mm. El metraje restante se transfirió a 16 mm y cinta de video. Hay una copia archivada en los archivos de la Iglesia SUD en Salt Lake City.